# Etheostoma osburni
Etheostoma osburni (C. L. Hubbs & Trautman, 1932) è un piccolo pesce d'acqua dolce appartenente alla famiglia Percidae endemico degli Stati Uniti d'America. Il nome scientifico della specie, che è stata rinvenuta solamente nel bacino idrico del fiume Kanawha, è un omaggio allo zoologo Raymond Carroll Osburn (1872-1955).